# Cryptocoryne striolata
Cryptocoryne striolata är en kallaväxtart som beskrevs av Adolf Engler. Cryptocoryne striolata ingår i släktet Cryptocoryne och familjen kallaväxter. Inga underarter finns listade.